# Gerard De Geer (1858–1943)
Gerard Jacob De Geer af Finspång, född 2 oktober 1858 i Klara församling, Stockholm, död där 23 juli 1943, var en svensk friherre, geolog och professor vid Stockholms högskola. Han var även liberal politiker och riksdagsledamot. Han var 1884–1907 gift med Mary Elisabet Erskine (1861–1922) och i detta äktenskap far till Sten De Geer samt från 1908 gift med Ebba Hult De Geer.
De Geer upptäckte lervarven och satte dessa i samband med årsavsmältning från inlandsisen samt är även upphovsman till lervarvskronologin. De Geer-moräner (årsmoräner) är också en av hans upptäckter. Hans studier av svenska strandlinjer efter istiden var en bekräftelse på tidigare framlagda teorier som satte landhöjningen i samband med istiden.

## Biografi
De Geer blev student 1877 och filosofie kandidat vid Uppsala universitet 1879. Han antogs 1882 till biträdande geolog vid Sveriges geologiska undersökning och utnämndes 1885 till statsgeolog. Från 1897 var han verksam som lärare och utnämndes 1904 till professor i geologi vid Stockholms högskola, en befattning han behöll fram till 1924. Åren 1902–10 var han högskolans rektor.

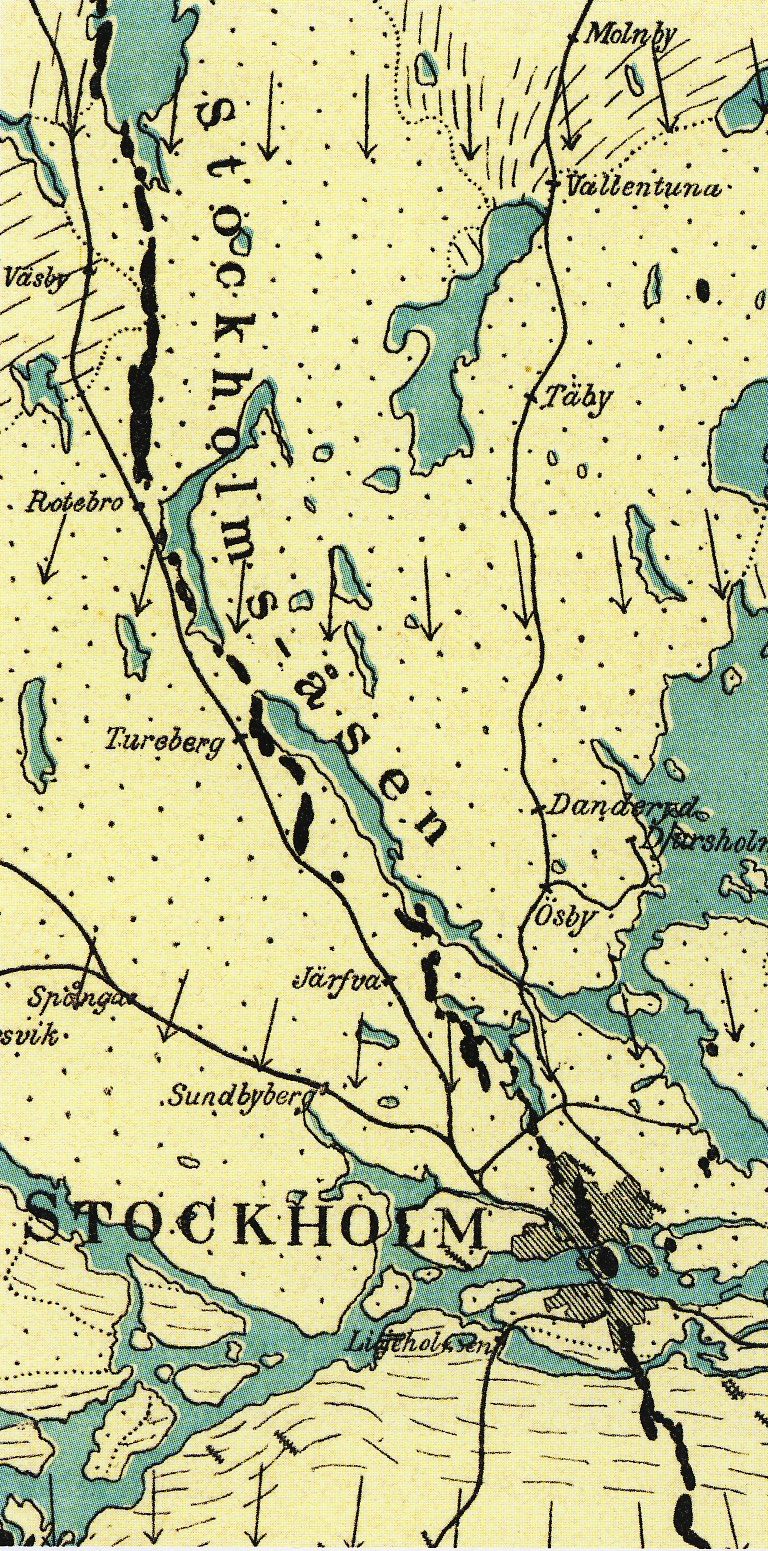
Stockholmsåsen beskriven av De Geer 1897.

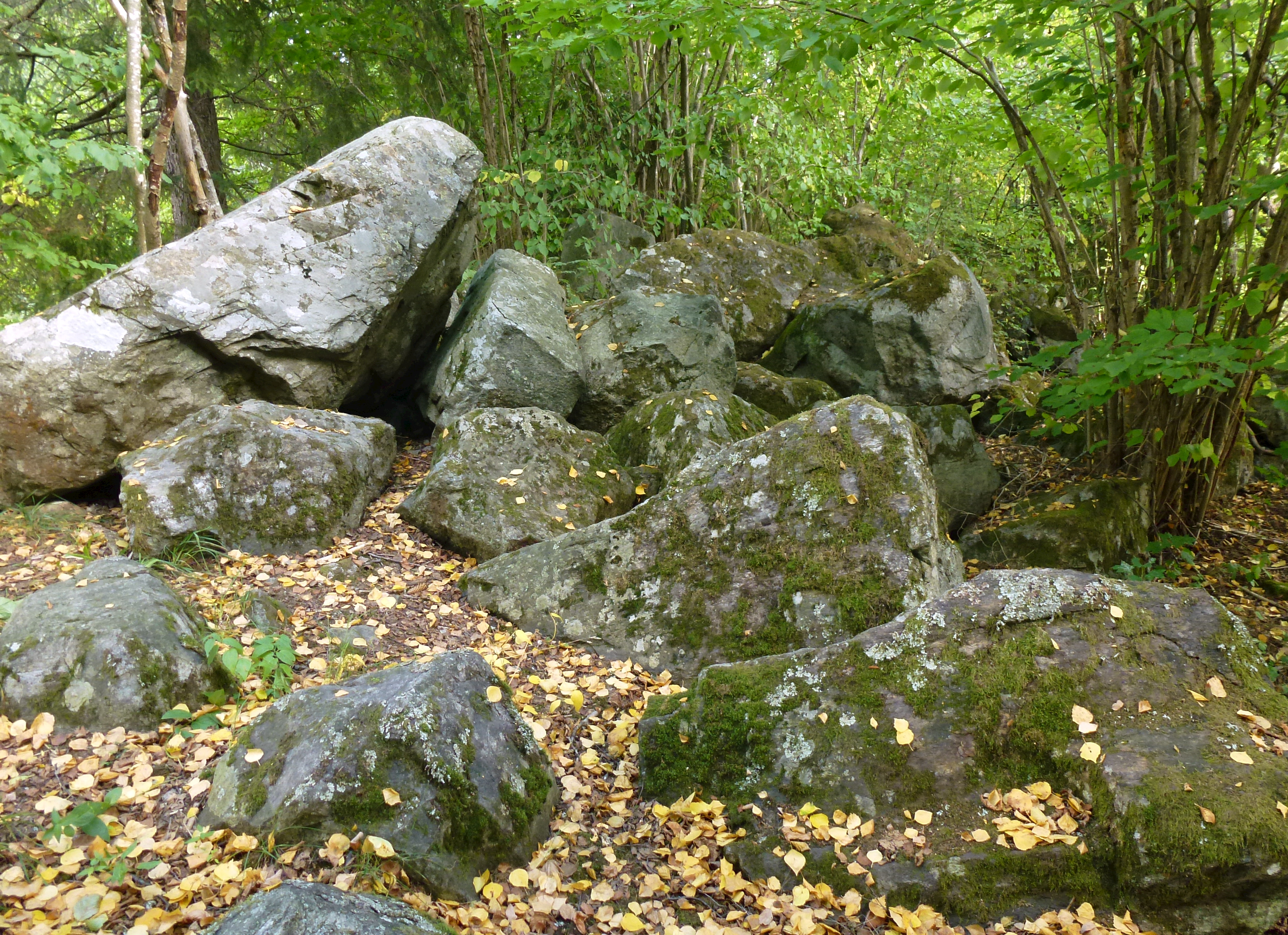
De Geer-morän i Judarskogens naturreservat.

Utöver en rad andra studieresor deltog De Geer 1882 i en geologisk expedition till Svalbard och ledde 1896 själv en annan till Isfjorden på samma lands västkust. Sedan 1898 medlem i den svenskryska kommittén inför den Svensk-ryska gradmätningsexpeditionen på Svalbard, deltog han 1899 i den ryska avdelningens samt ledde 1901 den svenska avdelningens arbeten där. År 1908 företog De Geer en ny expedition till Svalbard, huvudsakligen med kartografiskt syfte och för att förbereda den exkursion till ögruppen, som hölls under 11:e Internationella geologkongressen i Stockholm 1910. Som resultat av hans arbeten på Svalbard föreligger åtskilliga kartor över olika delar av ögruppen, publicerade dels i "guiden" till den nämnda exkursionen, dels i "Ymer".
Inom glacialgeologin behandlade De Geers senare arbeten övervägande frågan om den glaciala och postglaciala tidräkningen genom räknande och uppmätande av varven i den varviga leran och i de postglaciala ler- och sandavlagringarna samt genom kartläggning av recessionsmoräner och åscentra. För resultaten av de under åtskilliga år företagna mätningarna av varven i ishavsleran, varunder han och ett flertal av hans lärjungar hade uppmätt en linje av inlandsisens tillbakaryckning från mellersta Skåne till mellersta Jämtland, redogjorde han för i ett föredrag på ovannämnda geologkongress, vars president han var. Den huvudtanke, som ledde honom i dessa arbeten, var, att tjockleken av varven direkt anger solvärmen under de olika åren, och häri ser han skäl för en "konnexion" mellan upptagna profiler, inte bara på olika ställen i Sverige och i Finland, utan även mellan profiler upptagna i Skandinavien och i Nordamerika. För att närmare studera förhållandena i Nordamerika företog han 1920 en studieresa dit.
De Geers främsta arbeten behandlar de kvartära bildningarna och var i synnerhet för frågan om Skandinaviens forna nivåförändringar av stor betydelse. I uppsatsen Om en postglacial landsänkning i södra och mellersta Sverige (1882) påvisade han, att en särskild sänkning under den postglaciala tiden ägt rum i anförda delar av landet. I Om Skandinaviens nivåförändringar under kvartärperioden (I, 1888; II, 1890) visade han - i anslutning till Auguste Bravais länge betvivlade iakttagelse, att de gamla strandlinjerna vid Altenfjord lutade ut emot havet - genom ett stort antal noggranna mätningar, att samma lag gäller hela Skandinavien, som blivit mest upplyft i mitten och inte alls åt periferin ("den Bravais-De Geerska lagen"). Kurvorna för lika höjning – De Geers "isobaser" – bildar sålunda slutna kretsar, varmed han bevisade, att företeelsen berodde på lokal landhöjning och ej på sänkning av havsytan. Vidare angav han, hur arkeologiska samt växt- och djurgeografiska data kunde anknytas till bestämda skeden av nivåförändringarna.
De Geer utförde det geologiska kartbladet Bäckaskog liksom Skånedelen av bladen Karlshamn och Sölvesborg samt bladet Strömstad med Koster, varjämte han reviderat bladen Lund och Vittskövle. Av de till dessa blad hörande och av honom författade beskrivningarna är flera av stort intresse. Han lämnade många nya bidrag till de kvartära bildningarnas terminologi och behandlade särskilt deras tidigare mer försummade morfologi samt införde därvid hos oss flera nya arbetsmetoder, bland andra den fotogrammetriska kartläggningsmetoden.
De Geer var ordförande i Statens Järnvägars geotekniska kommission, som tillsattes av Kungliga järnvägsstyrelsen 1913 i anledning av de jordskred, som inträffat vid järnvägslinjer i västra Sverige, vid Smedberg 1911 och vid Jonsered 1913. Denna kommission fick i uppdrag att geologiskt undersöka vissa linjer samt ange, huruvida rubbningar av banvallen genom jordskred vore att befara, och om så vore fallet, föreslå säkerhetsåtgärder.
Vid jubelfesten i Uppsala 1893 blev De Geer filosofie hedersdoktor. Han blev ledamot av Vetenskapsakademien 1902, av Fysiografiska sällskapet i Lund 1918, hedersledamot av Vitterhets-, historie- och antikvitetsakademien 1921, ledamot av Vetenskapssocieteten i Uppsala (1922) samt av flera utländska lärda samfund. Han var av Kungl. Maj:t utsedd ledamot av kommissionen för de allmänna kartarbetena (1919), Svenska sällskapet för antropologi och geografi tilldelade honom 1915 Vegamedaljen, och Geological Society of London valde honom 1911 till utländsk ledamot samt förlänade honom 1920 Wollastonmedaljen.

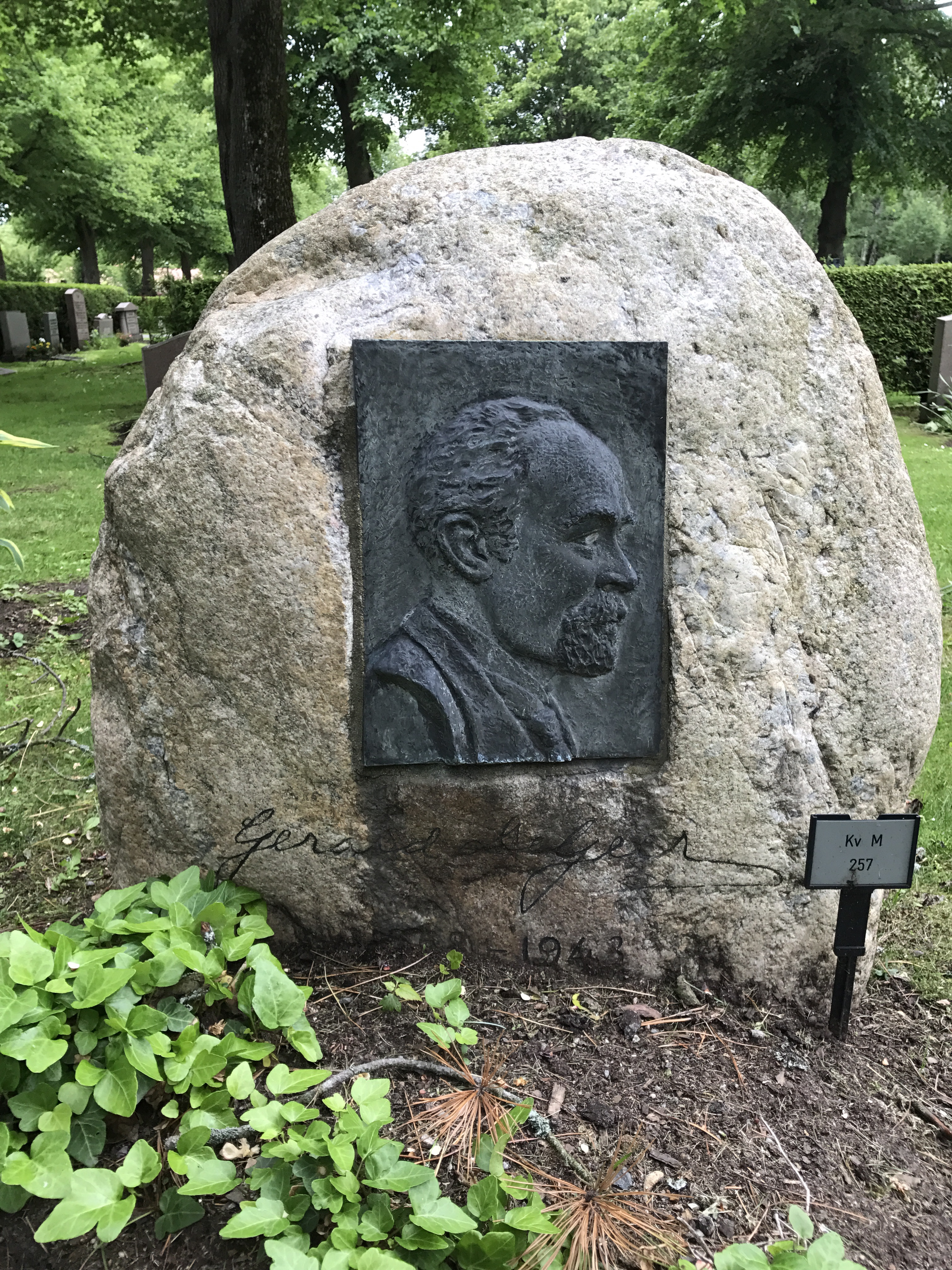
Gravvård Bromma kyrkogård

De Geer var 1900–1905 ledamot av riksdagens andra kammare för Liberala samlingspartiet och Stockholms stads valkrets. I riksdagen satt han bland annat i konstitutionsutskottet.

## Övriga skrifter i urval
- Några ord om bergarterna på Åland och flyttblocken derifrån (1881)
- Om lagerföljden inom nordöstra Skånes kritformation (1881)
- Om den skandinaviska landisens andra utbredning (1884)
- Om kaolin och andra vittringsrester inom Kristianstadsområdets kritsystem (1885)
- Om ett konglomerat inom urberget vid Vestanå i Skåne (1886)
- Om vindnötta stenar (1886)
- Om Barnakällegrottan, en ny kritlokal i Skåne (1887)
- Om isdelarens läge under Skandinaviens begge nedisningar (1888)
- Quaternary Changes of Level in Scandinavia (1891)
- On Pleistocene Changes of Level in Eastern North America (1892)
- Beskrifning till geologisk jordartskarta över Hallands län (1893)
- Om strandliniens förskjutning vid våra insjöar (1893)
- Om kvartära nivåförändringar vid Finska viken (1894)
- Om Skandinaviens geografiska utveckling efter istiden (1896)
- Om rullstensåsarnas bildningssätt (1897)
- Stockholmstraktens geologi (1897)
- Om den senkvartära landhöjningen kring Bottniska viken (1898)
- Om algonkisk bergveckning inom Fennoskandias randzon (1899)
- Om det svenskryska gradmätningsnätets framförande över södra och mellersta Spetsbergen (1900)
- Om östra Spetsbergens glaciation under istiden (1900)
- Rapport om den svenska gradmätningsexpeditionen till Spetsbergen sommaren 1901 (1902)
- Bidrag till istidens kronologi och klimatlära (1905)